# 1864년 퀘벡 회의
1864년 퀘벡 회담은 제안된 캐나다 연방에 대한 논의를 하고자 1864년 10월 10일부터 10월 24일까지 퀘벡에서 열린 회담이다. 퀘벡 회담은 영국과 미국이 전쟁 직전까지 갈 정도로 양국의 정치적 상황이 매우 악화되었을 때 진행되었다. 따라서, 회의의 전반적인 목표는 약 한 달 전 샬럿타운 회의에서 논의되었던 연방주의를 둘러싼 정책과 단일 국가를 만드는 것에 대해 자세히 설명하는 것이었다. 1864년 10월 연합 캐나다를 형성할 후보자들과 만나기 위해 캐나다 웨스트의 지도자 존 알렉산더 맥도날드는 캐나다의 총독이었던 찰스 몽크에게 캐나다 연해주 3개와 뉴펀들랜드 식민지의 대표들을 퀘벡으로 초청해줄 것을 요청했다. 뉴펀들랜드는 두 명의 참관인을 보냈지만, 이 절차에 직접 참여하지는 않았다. 1864년 퀘벡 회담과 뒤이은 1866년 런던 회담을 통해 1867년 영국령 북아메리카 법이 제정되었고, 1867년 7월 1일 캐나다 연방이 탄생하였다.

## 샬럿타운 회의
1864년 9월 샬럿타운 회의는 퀘벡 회의의 토대를 마련했고, 퀘벡 회의에서 무엇이 논의될지 결정하는 중요한 회의였다. 회의 기간 동안, 캐나다인들은 캐나다라는 이름으로 주들을 통합하기 위한 통일된 결정을 향한 논의를 거쳐 연방에 대한 지지를 확인하였다. 캐나다 웨스트의 의원 존 알렉산더 맥도널드는 한 달 후 열릴 퀘벡 회의에서 더 지배적이고 영향력 있는 역할을 할 수 있는 동맹을 찾기 시작했다. 샬럿타운 회의에서 퀘벡 회의로 넘어갈 핵심 동맹 중 하나는 캐나다 연해주 대표단과 맥도널드 사이에 맺어진 것으로, 대표단은 맥도널드가 다른 캐나다 웨스트 관리인 조지 브라운보다 덜 거칠다고 생각했다. 맥도널드는 조지 브라운보다 더 우호적이고 외교적인 동맹으로 보였기 때문에 캐나다 연해주 국민들에게 호소했고, 캐나다 이스트의 정치인 조르주테티엔 카르티에의 입장에서 맥도널드는 영어권 캐나다인이었고 샬럿타운에서 열린 토론에서 카르티에는 유명했지만 캐나다 연해주의 정치인들은 아직 프랑스어를 사용하는 정치인들의 영향력과 권력에 익숙하지 않았다.
샬럿타운 회의의 다섯 번째이자 마지막 날인 1864년 9월 6일, 연방 협정의 두 번째 부분이 완성되기 직전이었으며 샬럿타운 회의가 연방 정책에 대한 돌파구를 마련하고 있음이 분명하게 드러났다. 그러나 캐나다 연해주의 정치인들은 캐나다인들의 제안에 동의하고 세부사항을 받아들이기 위해 고군분투했다. 1864년 9월 10일, 3일 후 핼리팩스에서 회의 참가자들은 마지막 며칠 동안 이루어진 협상을 마무리하기 위해 퀘벡에서 또 다른 회의를 열 계획을 세웠다. 샬럿타운 회의 참가자들은 샬럿타운 회의가 끝난 후에 열릴 퀘벡 회의를 위한 동의안을 작성했고, 퀘벡 회의의 주요 안건은 영국령 북아메리카 연합에 초점을 맞추었다. 그들은 또한 샬럿타운에서 협상에 참여하지 않았던 뉴펀들랜드의 대표단을 초청하기로 합의했다. 두 회의 사이의 기간 동안 샬럿타운 회의 참가자들은 새로운 연합의 헌법을 제안하는 결의안 목록을 준비했다.

## 회담
그 회의에는 캐나다의 여러 지역에서 온 33명의 대표들이 참여했다. 회의에는 캐나다 이스트 출신의 조르주테티엔 카르티에, 에티엔파스칼 타셰, 토마스 달시 맥기 등이 참석했다. 캐나다 웨스트 출신들은 조지 브라운과 존 알렉산더 맥도날드를 포함했다. 맥도날드. 뉴브런즈윅의 멤버들은 존 해밀턴 그레이와 새뮤얼 레너드 틸리였다. 노바스코샤의 대표들은 애덤스 조지 아치볼드와 찰스 터퍼를 기용하였다. 뉴펀들랜드는 단지 절차를 관찰하기 위한 목적으로 두 명의 대표단을 보냈고, 프린스 에드워드 섬은 조지 콜스와 윌리엄 헨리 포프를 보냈다. 뉴펀들랜드의 두 대표는 정부 구성원이 아닌 사절단 프레더릭 카터와 앰브로스 셰이였다. 전체적으로 노바스코샤는 5명, 뉴브런즈윅과 프린스에드워드아일랜드는 각각 7명을 보냈고, 이들은 모두 캐나다 연해주의 대표단을 구성했다. 총 32명의 대표들이 있었고, 이름과 사진이 있는 호명 카드 세트가 주어졌기 때문에 모든 사람들은 이름과 특정한 사람들이 대표하는 장소를 명확하게 알 수 있었다. 회의는 14일 동안 진행되었지만, 몬트리올 헤럴드의 편집자이자 결국 캐나다 상원의원이 된 에드워드 고프 페니와 같은 사람들은 14일이 모든 절차를 끝내기에는 너무 적은 시간이라고 불평했다.
이 회의에서 갈등은 존 A. 맥도널드와 같은 단일 국가로서의 "입법 연합"을 지지하는 사람들과 더 강력한 지방 자치권을 지지하는 사람들 사이에 있었다. 퀘벡 회의는 샬럿타운 회의에서의 논의와 매우 밀접하게 관련되어 있었으며, 이는 퀘벡에서 논의되고 있는 주제들은 "캐나다 연방"이 강력하고 단일한 중앙 정부를 가져야 하는지 아니면 더 포괄적인 연방 시스템을 가져야 하는지를 중심으로 했기 때문이었다.. 연해주와 캐나다 이스트(현재의 퀘벡)의 대표들은 중앙집권적인 단일 국가 아래에서 문화적 정체성을 잃을 것을 우려하여 지방의 권리를 주장하는 경향이 있었다. 존 A 맥도널드는 샬럿타운과 퀘벡에서 회담이 열리는 동안에도 진행되었던 미국의 남북 전쟁이 중앙집권 정부의 힘이 약하다는 명백한 증거라고 생각했다. 비록 각 지방이 얼마나 많은 상원의원을 가질 것인지에 대한 상당한 논쟁이 있었지만, 대표단들은 결국 타협하여 "일반" 의회와 "지방" 의회 사이에 권력을 나누었고, 선출직 의원으로 구성된 캐나다 하원과 임명직 의원으로 구성된 캐나다 상원을 갖기로 결정했다. 결국, 정부를 위한 제안된 구조는 회의의 마지막에 72개 결의안의 형태로 쓰여졌다.
캐나다 연해주의 대표들은 앞서 언급한 존 A. 맥도널드가 추진하고 있는 입법 연합이 다른 나라들과 마찬가지로 그들의 정체성을 잃게 될 것이라고 믿었기 때문에, 입법 연합이 압도적인 영향력을 가질 것이라고 우려했다. 하지만 더 작은 연해주의 식민지 대표단은 상원을 소위 하원에서 그들의 지역적 약점을 상쇄하기 위해 그들의 지역 대표성을 강화하는 수단으로 보았다. 카르티에는 퀘벡 회의에서 퀘벡의 이익을 대변했다. 연해주 대표단과 마찬가지로 그는 도에서 그들의 언어, 시민 관습, 지역 법을 보호할 수 있는 강력한 지방 정부가 필요하다는 것을 충분히 분명히 했지만, 퀘벡 회의에 더 많은 투자를 했다.
회의의 우선순위 측면에서, 특히 연방화된 국가가 그들의 경제와 상업에 유익하다고 본 연해주 지역들을 포함하여, 의견이 엇갈리는 많은 의제들이 있었다. 이것의 한 예는 회의에 초대된 뉴펀들랜드 외교관 중 한 명인 존 A 카터의 역할이었는데, 그는 뉴펀들랜드 경제에 어업의 중요성과 그리고 새롭게 형성된 연방화된 국가는 캐나다 국내무역과 북미 대륙 전체의 외부 무역과 함께 기업의 다양한 분야를 개척해야 한다는 점을 설명했다. 그러나 연해주 식민지의 한 가지 우려는 그들이 자유 무역과 앞에서 언급한 생계를 위한 어업의 상업으로부터 이익을 얻는다는 것이었고, 캐나다는 캐나다 경제에 상당한 개선을 가져온 모든 주의 산업화에 더 관심을 가졌다. 캐나다 연해주가 안정적인 경제를 유지하기를 원했기 때문에, 캐나다 연해주의 대표단은 이 우려를 퀘벡 회의 내내 제기했다. 반면 프린스에드워드 섬 출신의 일부 의원들은 맥도널드가 주창한 연합체에 대해 연방이 있을 경우 섬의 자치권을 우려해 회의적인 반응을 보였다. 권력이 거대해진 캐나다를 둘러싼 피해망상이 캐나다 연해주의 정책을 좌우하는 특정주의의 개념은 노바스코샤, 뉴브런즈윅, 프린스에드워드아일랜드의 수많은 사람들 사이에서 정치적 사고의 두드러진 특징이었다. 노바스코샤 출신의 정치인 찰스 터퍼는 존 A 맥도널드와 긴밀한 동맹을 맺었으며, 연합의 목표에 공감했고, 연해주가 "그들의 누나 캐나다와 관련된 것 외에는 영향력이나 중요한 지위를 차지하기를 결코 바랄 수 없다"고 말했다.

## 결과
전체적으로 각 지방마다 입법부가 생기고 연방정부와 지방정부가 정부의 권한을 나눠 갖는 절충안이 나왔다. 중앙행정구역을 오타와에 두고 중앙정부가 상주하기로 했다. 대표단들은 샬럿타운 회의에서 중앙정부가 인구를 기준으로 하원을 만들고 지역 대표성을 반영한 상원을 갖는다는 기존 합의를 강화했다. 온타리오주, 퀘벡주, 연해주의 3개 지역은 모두 24석으로 임명되었다. 실제 전체적인 결과는 캐나다가 영국의 단일제와 미국의 연방제의 일부를 통합했다는 것을 의미했다. 미국에서 민주주의의 원칙이 전혀 유지되지 않았던 것처럼 72개 결의안이 퀘벡 회의가 끝날 무렵 작성되었다. 결의안은 프랑스계 캐나다인의 권리 보호를 보장하지 않았고 입법부의 다른 부분에서 프랑스계 캐나다인들을 광범위하게 제외했다.
그러나 가톨릭과 개신교의 소수자들이 교육과 관련된 모든 것에 있어서 캐나다의 권리 평등과 특별한 특권을 부여받았기 때문에 기독교 신앙은 잘 보호되었다. 이러한 결의는 식민지 정부로부터 폭넓은 인정과 지지를 받았다.
로어 캐나다에서 개혁당은 결의안에 반대했지만 로어 캐나다에서 결의안에 반대한 유일한 단체였다. 노바스코샤에서는 결의안을 입법적으로 승인하도록 압력이 필요했다. 프린스에드워드아일랜드는 1873년에 캐나다 연방에 가입했다. 또한 연방정부는 지방에 대한 상당한 권한을 부여받았는데, 이는 연방정부가 승인하지 않은 지방법을 거부할 수 있는 권한을 부여한 것이었다. 퀘벡 회의가 캐나다의 정치적 영향력을 크게 변화시켰음에도 불구하고, 영국 왕실은 정부의 수장이자 보호자이자 행정 당국의 수장으로서의 지위를 유지했다.

### 72개 결의안
처음 몇 개의 결의안은 식민지 간 철도가 리비에르뒤루프에서 뉴브런즈윅을 거쳐 노바스코샤의 트루로에 도착하는 것을 보장할 것이라고 설명했다. 노바스코샤의 대표단은 또한 중앙 정부의 전폭적인 재정 지원을 받은 철도 건설이 중앙 정부를 지지하기로 한 캐나다 연해주의 결정을 좌우하는 핵심이었다는 것을 인정했다. 알렉산더 골트가 재정적인 측면에서 제안한 협정들은 주로 특정 식민지가 진 다양한 부채의 기존 부채에 초점을 맞추어 분할되고 공유되어야 했다. 결의안 71호는 여왕이 연방 지방의 계급과 이름을 결정하기 위해 요청되어야 한다고 강조했기 때문에 최종 결의안 중 일부는 여왕이 절차 과정에서 상당한 권한을 가지고 있다고 설명한다. 결의안 60호는 중앙 정부가 모든 지방의 부채를 해결하고 관련된 모든 사람들의 지불을 지원할 것이라고 설명했다. 결국 제정된 정책은 각 주에 연방 이전으로 보상되어 1인당 80센트를 받는 결과를 초래했다.
그럼에도 불구하고, 72개의 결의안은 "영국령 북아메리카 법"에 큰 영향을 끼쳤으며, 1866년 런던 회담을 통해 법이 제정되었을 때 결의안이 변경되거나 변경된 것은 거의 없었다.

## 영국령 북아메리카 법과 퀘벡 회의의 유산
1867년 3월 28일, 빅토리아 여왕은 영국령 북아메리카 법을 승인했으며, 1867년 5월 22일 캐나다, 노바스코샤, 뉴브런즈윅이 법을 통과시켰다. 어퍼캐나다와 로어캐나다는 온타리오주(어퍼캐나다)와 퀘벡주(로어캐나다)로 분할될 예정이었지만, 1864년 퀘벡 회의가 열린 지 3년 후인 1867년 7월 1일 이 지역들은 통일되었다. 영국령 북아메리카 법에서
'이 법안이 통과된 지 6개월 이내에, 캐나다, 노바스코샤, 뉴브런즈윅 주는 캐나다라는 이름으로 하나의 자치령을 형성하고 있어야 한다.'라는 조항이 명시되어 있다. 그것은 '캐나다는 온타리오, 퀘벡, 노바스코샤, 뉴브런즈윅의 네 개의 주로 나뉘게 될 것이다.'라는 개요로 이어졌다. 그러나 캐나다는 '영국령 북미법'에 따라 통일되었지만, 캐나다가 이중언어 및 이중문화 국가라는 사실을 일반적으로 선언하거나 인정하는 내용은 포함되지 않았다. 전체적으로, "영국령 북아메리카 법"은 퀘벡 회의에서 통과된 72개의 결의안을 강화했지만 캐나다 정부에 새로운 요소인 영국 왕실의 주권을 도입했다.